# Олешків
Оле́шків —  село Заболотівської селищної громади Коломийського району Івано-Франківської області. До 2020 року входила до Снятинського району.

## Назва
Топонім походить від особової назви Олешко + суфікс -ів (утворений за аналогією до містоназви Київ). Якщо Київ – місто Кия, то Олешків – власність якогось Олешка, про що прозоро говорить нам присвійний суфікс “ів”. 

## Географічні дані
Олешків (Oleshkiv) – село на р. Прут, пд.-сх. Заболотова.
Площа населеного пункту – 279,70 га.
Населення – 524 особи(01.01.2021).
Віддаль до Снятина – 13 км, до Івано-Франківська – 86 км.

## Історія
Зафіксовано ряд археологічних пам’яток. Поселення й городище Олешків I (ур. Замчище, східна околиця села) багатошарові: трипільська культура, голіградська культура фракійського гальштату, раннє залізо, культура карпатських курганів, Київська Русь. Поселення Олешків II (ур. Підзамче, східна частина села) давньоруського часу. Поселення Олешків III – пам’ятка трипільської культури. Курганний могильник Олешків IV приналежний культурі карпатських курганів.
У давньоруський час Олешків був значним і чи не найбільшим на Попрутті містом-фортецею. Знищений монголо-татарами у середині XIII ст., Олешків відродився як село у першій половині XV століття.
Відоме з 1469 року. 
Згадується  29 липня  1473 року в книгах галицького суду .
У 1937–1938 рр. сільська громада під керівництвом війта Юрія Мандяка розпочала будівництво двоповерхового шкільного приміщення, яке було викінчене після війни.

## Населення

### Мова
Розподіл населення за рідною мовою за даними перепису 2001 року:
| Мова       | Кількість | Відсоток |
| ---------- | --------- | -------- |
| українська | 595       | 99.83%   |
| російська  | 1         | 0.17%    |
| Усього     | 596       | 100%     |

## Відомі люди

### Народилися
Стеф'юк Юрій Іванович — кур'єр ЗП УГВР та Проводу ОУН.

## Сьогодення
Нині в селі налічується  221 господарський двір.
На території сільської ради знаходиться приватне виробниче орендне підприємство “Незалежність”.
Нині у населеному пункті діє загальноосвітня школа I–II ступенів, фельдшерсько-акушерський пункт, клуб, крамниця.
В селі знаходяться: церква Архистратига Михаїла (1863 р.) належить до УПЦ КП, настоятель ієрей Роман Гуменяк.
Пам’ятник загиблим у Другій світовій війні односельцям (1967 р.), могила Січовим стрільцям.
20 вересня 2015 року в Олешкові відкрито пам’ятник Тарасові Шевченку.